# Bogense Provsti
Bogense Provsti er et provsti i Fyens Stift. Provstiet ligger i de tidligere Bogense, Otterup og Søndersø Kommuner, der nu er samlet i Nordfyns Kommune.
Bogense Provsti består af 27 sogne med 30 kirker, fordelt på 11 pastorater. 

## Pastorater
| Pastorater i Bogense Provsti                          | Pastorater i Bogense Provsti  | Pastorater i Bogense Provsti     |
| ----------------------------------------------------- | ----------------------------- | -------------------------------- |
| Bogense-Grindløse-Klinte-Nørre Sandager Pastorat      | Hårslev-Padesø Pastorat       | Krogsbølle-Norup Pastorat        |
| Nørre Næraa-Bederslev-Uggerslev-Nørre Højrup Pastorat | Østrup-Skeby Pastorat         | Otterup-Lunde-Hjadstrup Pastorat |
| Særslev-Ejlby-Melby Pastorat                          | Skovby-Ore-Guldbjerg Pastorat | Søndersø-Skamby Pastorat         |
| Veflinge Pastorat                                     | Vigerslev Pastorat            |                                  |

## Sogne
| Sogne i Bogense Provsti | Sogne i Bogense Provsti | Sogne i Bogense Provsti |
| ----------------------- | ----------------------- | ----------------------- |
| Bederslev Sogn          | Bogense Sogn            | Ejlby Sogn              |
| Grindløse Sogn          | Guldbjerg Sogn          | Hjadstrup Sogn          |
| Hårslev Sogn            | Klinte Sogn             | Krogsbølle Sogn         |
| Lunde Sogn              | Melby Sogn              | Norup Sogn              |
| Nørre Højrup Sogn       | Nørre Næraa Sogn        | Nørre Sandager Sogn     |
| Ore Sogn                | Otterup Sogn            | Padesø Sogn             |
| Skamby Sogn             | Skeby Sogn              | Skovby Sogn             |
| Særslev Sogn            | Søndersø Sogn           | Uggerslev Sogn          |
| Veflinge Sogn           | Vigerslev Sogn          | Østrup Sogn             |